# Ruellia donnell-smithii
Ruellia donnell-smithii är en akantusväxtart som beskrevs av Emery Clarence Leonard. Ruellia donnell-smithii ingår i släktet Ruellia och familjen akantusväxter. Inga underarter finns listade i Catalogue of Life.